# Trichiana
Trichiana é uma comuna italiana da região do Vêneto, província de Belluno, com cerca de 4.496 habitantes. Estende-se por uma área de 43 km², tendo uma densidade populacional de 105 hab/km². Faz fronteira com Cison di Valmarino (TV), Limana, Mel, Revine Lago (TV), Sedico.

## Demografia
| Variação demográfica do município entre 1861 e 2011                               |
|                                                                                   |
| Fonte: Istituto Nazionale di Statistica (ISTAT) - Elaboração gráfica da Wikipedia |